# Nafkratousa
Nafkratousa (grekiska: Α/Τ Ναυκρατούσα) var en grekisk jagare av Thyella-klass som tjänstgjorde i grekiska flottan mellan 1906 och 1921). Hon var uppkallad efter en forntida skeppet i den grekisk-egyptiska kolonin Naukratis.
Fartyget, tillsammans med hennes tre systerfartyg, beställdes från Storbritannien år 1906 och byggdes vid skeppsvarvet Yarrow i Cubitt Town, London.
Under första världskriget gick Grekland sent in i kriget på trippelententens sida och på grund av Greklands neutralitet beslagtogs de fyra fartygen i Thyella-klassen av de allierade i oktober 1916. De togs över av fransmännen i november  och tjänstgjorde i franska flottan 1917-18. År 1918 var de tillbaka på eskorttjänst under grekisk flagg, främst i Egeiska havet. Nafkratousa deltog i grek-turkiska kriget (1919–1922). Under manövrar i det kriget gick Nafkratousa på grund på ön Milos och förlorades.